# Louis Maggiolo
Pour les articles homonymes, voir Maggiolo.
 (août 2024).
La mise en forme du texte ne suit pas les recommandations de Wikipédia : il faut le « wikifier ».
Les points d'amélioration suivants sont les cas les plus fréquents. Le détail des points à revoir est peut-être précisé sur la page de discussion.
- Les titres sont pré-formatés par le logiciel. Ils ne sont ni en capitales, ni en gras.
- Le texte ne doit pas être écrit en capitales (les noms de famille non plus), ni en gras, ni en italique, ni en « petit »…
- Le gras n'est utilisé que pour surligner le titre de l'article dans l'introduction, une seule fois.
- L'italique est rarement utilisé : mots en langue étrangère, titres d'œuvres, noms de bateaux, etc.
- Les citations ne sont pas en italique mais en corps de texte normal. Elles sont entourées par des guillemets français : « et ».
- Les listes à puces sont à éviter, des paragraphes rédigés étant largement préférés. Les tableaux sont à réserver à la présentation de données structurées (résultats, etc.).
- Les appels de note de bas de page (petits chiffres en exposant, introduits par l'outil «  Source ») sont à placer entre la fin de phrase et le point final[comme ça].
- Les liens internes (vers d'autres articles de Wikipédia) sont à choisir avec parcimonie. Créez des liens vers des articles approfondissant le sujet. Les termes génériques sans rapport avec le sujet sont à éviter, ainsi que les répétitions de liens vers un même terme.
- Les liens externes sont à placer uniquement dans une section « Liens externes », à la fin de l'article. Ces liens sont à choisir avec parcimonie suivant les règles définies. Si un lien sert de source à l'article, son insertion dans le texte est à faire par les notes de bas de page.
- La présentation des références doit suivre les conventions bibliographiques. Il est recommandé d'utiliser les modèles {{Ouvrage}}, {{Chapitre}}, {{Article}}, {{Lien web}} et/ou {{Bibliographie}}. Le mode d'édition visuel peut mettre en forme automatiquement les références.
- Insérer une infobox (cadre d'informations à droite) n'est pas obligatoire pour parachever la mise en page.

Pour une aide détaillée, merci de consulter Aide:Wikification.
Si vous pensez que ces points ont été résolus, vous pouvez retirer ce bandeau et améliorer la mise en forme d'un autre article.
Louis Maggiolo, né le 25 mai 1811 à Nancy et mort le 19 janvier 1895 à Toul, est un enseignant et haut fonctionnaire français.
Membre de l’Académie de Stanislas, spécialiste de l’œuvre de Pétrarque et biographe de l’abbé Grégoire, il termine sa carrière comme recteur de l’académie de Nancy. Il est connu pour une enquête pionnière mesurant l’évolution de l’alphabétisation en France depuis la fin du XVIIe siècle, dont les résultats sont publiés au début de la IIIe République.

## Biographie
Louis-Edmond-Henry Maggiolo naît le 25 mai 1811 à Nancy. Il est le fils de Paule Salvi et de Jean-Baptiste, vicomte Maggiolo (1778-1846), un professeur de langues désargenté descendant d’une ancienne famille patricienne de Gênes. Établi en Lorraine en 1808, son père est autorisé en 1817, par ordonnance du roi Louis XVIII, à résider en France et à y jouir de tous les droits civils. Louis Maggiolo sera naturalisé français en 1845.
À l’âge de douze ans, il commence à donner des leçons d’italien pour subvenir aux frais qu’imposent à sa famille ses études au collège royal de Nancy. Bachelier ès lettres en 1830, il devient professeur au collège de Lunéville. Il publie la même année une traduction en italien des Aventures de Télémaque de Fénelon, suivie trois ans plus tard d’une traduction en français de morceaux choisis de la Divine Comédie de Dante Alighieri.
Maggiolo est licencié ès lettres en 1835. Il remporte en 1838 un concours organisé par l’Académie de Stanislas ; son éloge de Dom Calmet lui vaut une admission comme associé au sein de cette société savante. En 1844, il soutient une thèse de doctorat ès lettres sur la philosophie morale de Pétrarque.

### Carrière dans l’administration
Nommé en 1846 principal du collège de Pont-à-Mousson, qu’il développe pour accueillir jusqu’à une centaine d’internes, il devient en 1854 inspecteur d’académie, d’abord à Châteauroux, puis à Bar-le-Duc (1856) et à Nancy (1861). Il est reçu en 1866 comme membre titulaire de l’Académie de Stanislas. En 1867, donnant une série de conférences à Paris en présence d’instituteurs réunis dans la capitale à l’occasion de l’Exposition universelle, il présente ses vues pédagogiques et notamment ses idées sur les cours pour adultes.
Par décret du 19 juin 1869, rendu sur la proposition du ministre Victor Duruy, Louis Maggiolo est nommé recteur de l’académie de Nancy par Napoléon III,. Pendant la guerre de 1870 et l’occupation allemande, il vient en aide à de nombreux instituteurs alsaciens et lorrains pour leur permettre de rester fonctionnaires français. Son bonapartisme fidèle le conduit à une mise en retraite anticipée le 21 octobre 1871,.

### L’enquête Maggiolo
À partir des années 1850, Louis Maggiolo s’intéresse à l’évolution historique du degré d’instruction. À sa demande, il est chargé en 1877 d’une mission spéciale par le ministre Joseph Brunet. Pendant deux ans, près de 16 000 instituteurs dans 78 départements relèvent les signatures des époux sur les actes de mariages, pour quatre périodes quinquennales : 1686-1690, 1786-1790, 1816-1820 et 1872-1876. Les tableaux statistiques récoltés, publiés en 1880, permettent d’esquisser l’évolution et les variations régionales du taux d’alphabétisation.

#### Résultats
En moyenne, sur l’ensemble du territoire, 21% des conjoints apparaissent en mesure d’écrire leur nom en 1686-1690 (29% des hommes et 14% des femmes) ; 37% en 1786-1790 (47% des hommes et 27% des femmes) ; 44% en 1816-1820 (54% des hommes et 34% des femmes) ; et 72% en 1872-1876 (78% des hommes et 66% des femmes),.
Les données recueillies révèlent une « charnière » géographique déjà mise au jour par le baron Dupin dans les années 1820, une ligne reliant le Mont Saint-Michel à Genève et divisant la France en deux - les départements au nord de cette limite étant en moyenne, à chaque époque étudiée, plus instruits et avancés que ceux situés au sud. Ainsi, à la veille de la Révolution, deux tiers des départements situés au nord de cette ligne comptent plus de 50% de conjoints alphabétisés, tandis qu’au sud, moins d’un dixième des départements atteint les 40%.
Les variations entre les périodes 1786-1790 et 1816-1820 sont proportionnellement moins perceptibles que celles observées durant le siècle précédant la Révolution. Maggiolo réhabilite ainsi l’œuvre scolaire de l’Église sous l’Ancien régime, tout en dépréciant l’action révolutionnaire, ce qui déplaira aux nouvelles autorités républicaines.

#### Limites méthodologiques
Cette enquête, la première de ce genre et à cette échelle, présente plusieurs défauts méthodologiques (sans pour autant affecter significativement la fiabilité des résultats obtenus). D’abord, les échantillons sont de tailles inégales entre les départements (en fonction du zèle avec lequel ses directives ont été exécutées). De plus, comme l’indique lui-même Maggiolo, les villes sont sous-représentées, ce qui implique de réviser légèrement à la hausse les pourcentages obtenus dans les départements à forte population urbaine. Enfin, il est loisible de contester le choix de la signature comme critère attestant d’une maîtrise de la lecture et de l’écriture,.

### Dernières années
Louis Maggiolo est l’auteur d’une biographie de l’abbé Grégoire en trois parties (1873, 1883 et 1884), publiée dans les Mémoires de l’Académie de Stanislas. Il s’intéresse aussi à la vie de François de Neufchâteau.
Chaque année, à la réunion des sociétés savantes à la Sorbonne, il présente de nouvelles recherches sur l’enseignement pré-révolutionnaire dans différents départements. Il s’insurge dans Le Moniteur universel contre les lois Jules Ferry. Maggiolo est un contributeur du Dictionnaire de pédagogie et d'instruction primaire (publié en 1887 sous la direction de Ferdinand Buisson). Les entrées qu’il rédige glorifient le clergé de l’Ancien régime.
Au moment du centenaire de la Révolution, il publie un article intitulé « Les écoles avant et après 1789 dans la Meurthe, la Meuse, la Moselle et les Vosges », qui témoigne une fois de plus de son hostilité envers l’œuvre scolaire des révolutionnaires.
Il s’éteint le 19 janvier 1895 à Toul, à l’âge de 83 ans. Son corps est inhumé au cimetière du Sud après des obsèques en l’Église Saint-Pierre de Nancy.
Il avait épousé le 24 août 1841, à Bourbonne-les-Bains, Clémence Leveling (1823-1871), fille d’un capitaine d’infanterie de la Grande Armée originaire de Coblence.
Il était père de trois enfants :
- Adrien Maggiolo (1843-1894), normalien qui se consacre à la cause monarchiste ;
- Paul Maggiolo (1846-1907), polytechnicien, général de brigade et officier de la Légion d’honneur[20],[21], dont le nom est cité dans l’affaire des fiches[22],[23] ;
- Marie Maggiolo (1850-1929), titulaire de la médaille de 1870 et de la médaille de bronze de la Croix-Rouge, épouse de Charles Maire[24].

## Décorations
- Chevalier de la Légion d'honneur[20]
- Officier de l'Instruction publique

## Publications
- Enseignement universel. Télémaque par Fénelon, traduit en italien. Traduction interlinéaire du premier livre, (Nancy), impr. de Haener, 1830, 91 p.
- Trois chants choisis de la Divine comédie de Dante Alighieri (Enfer, ch. III ; Purgatoire, ch. XXVIII ; Paradis, ch. XVII), avec des notes et une notice sur sa vie et ses ouvrages, (Lunéville), Creusat, 1833, 83 p.
- Anthologie poétique italienne. Première partie, contenant un choix des plus beaux morceaux de Métastase, d'Alfieri, d'Annibal Caro et de Goldoni, avec des notices et des résumés, (Paris), A. Delalain, 1834, 374 p. (Éditeur scientifique : Louis Maggiolo).
- Éloge historique de D. A. Calmet, abbé de Senones, par L. Maggiolo,... ouvrage couronné et publié par l'Académie de Stanislas, pour faire suite à ses Mémoires de 1838, (Nancy), Grimblot, Thomas et Raybois, 1839, 131 p.
- Essai sur la philosophie morale de Pétrarque, Thèse doctorale, (Saint-Nicolas), impr. de P. Trenel , 1843, 108 p.
- Des langues de l'Europe au IXe siècle à propos du serment des fils de Louis-le-Débonnaire, (Nancy), Grimblot, Thomas et Raybois, 1846, 24 p.
- Mémoire sur l'érection de l'Université de Pont-à-Mousson, ou Documents inédits extraits des papiers, lettres et autres qui se trouvent dans les archives de Rome où se traite du Pont-à-Mousson, années 1574-1575, (Paris) Impr. impériale, 1864, 22 p.
- Mémoire sur l'Université de Pont-à-Mousson, où l'on traite de la condition des professeurs à la Faculté de droit de 1572 à 1766, (Paris), Impr. impériale , 1866, 31 p.
- Inventaire chronologique et sommaire des pièces représentées en Lorraine sur le théâtre de la Compagnie de Jésus, de 1582 à 1736, (Paris), Impr. impériale, 1866, 20 p.
- Souvenir des conférences pédagogiques de la Sorbonne, septembre 1867 ; des cours d'adultes ; des bibliothèques scolaires ; du régime disciplinaire et des concours, par M. Maggiolo, (Nancy), N. Grosjean , 1868, 99 p.
- De la Condition de l'instruction primaire et du maître d'école en Lorraine avant 1789, (Paris), Impr. impériale, 1869, 15 p.
- La Vie et les Œuvres de l'abbé Grégoire (1789-1831), (Nancy), impr. de Berger-Levrault, 1873, 324 p.
- Pièces d'archives et documents inédits pour servir à l'histoire de l'instruction publique en Lorraine (1789-1802), Nancy, impr. de Berger-Levrault, 1875, 30 p.
- L'instruction publique dans le district de Lunéville (1789-1802), (Nancy), Impr. Berger-Levrault, 1876, 40 p. (Extrait des Mémoires de l'Académie de Stanislas pour 1875). (en ligne).
- Les archives scolaires de la Beauce et du Gâtinais (1560-1808), (Nancy), impr. de Berger-Levrault, 1877, 55 p. (Extrait des Mémoires de l'Académie de Stanislas pour 1876)
- Du Droit public et de la législation des petites écoles de 1789 à 1808, (Nancy), impr. de Berger-Levrault, 1878, 65 p. (Extrait des Mémoires de l'Académie de Stanislas pour 1877)
- De l'Enseignement primaire dans les Hautes-Cévennes avant et après 1789, (Nancy), impr. de Berger-Levrault, 1879, 42 p. (Extrait des Mémoires de l'Académie de Stanislas pour 1878)
- Pouillé scolaire, ou Inventaire des écoles dans la paroisse et annexes de l'ancien diocèse de …. Avant 1789, De 1789 à 1833, (Nancy), impr. de Berger-Levrault, 3 vol. : "Metz" ; "Toul" ; "Verdun", 1880-1883 (en ligne).
- Statistique rétrospective. État récapitulatif et comparatif indiquant, par département, le nombre des conjoints qui ont signé l'acte de leur mariage au XVIIe, XVIIIe et XIXe siècle, documents fournis par 15928 instituteurs recueillis et classés par M. Maggiolo,… chargé d'une mission spéciale par M. le Ministre de l'Instruction publique…, (Paris), Imprimerie nationale, 1880, 8 p. (Extrait de la Statistique de l'instruction primaire, IIe volume).
- Les Écoles dans les anciens diocèses de Châlons et de Verdun avant 1789, extrait des pouillés scolaires de ces diocèses, (Arcis-sur-Aube), L. Frémont, 1881, 14 p.
- Nicolas-François de Neufchâteau, (Nantes), impr. de V. Forest et F. Grimaud, 1883, 11 p. (Extrait de la Revue de la Révolution, février 1883)
- Historique de l'instruction publique dans les Vosges avant et après 1789, Épinal, impr. de E. Busy, 1889, 48 p. (Extrait de l'ouvrage : Le Département des Vosges, publié par Léon Louis)
- Les Écoles avant et après 1789 dans la Meurthe, la Meuse, la Moselle et les Vosges, (Nancy), impr. de Berger-Levrault, 1889-1891.